# Szóstaki
Szóstaki (dawn. Szustaki) – wieś w Polsce położona w województwie świętokrzyskim, w powiecie koneckim, w gminie Radoszyce.
| SIMC    | Nazwa               | Rodzaj     |
| ------- | ------------------- | ---------- |
| 0265023 | Budki Szóstakowskie | przysiółek |

7 kwietnia 1943 wieś spacyfikowali żandarmi niemieccy. Zamordowali rodzinę Popielów a ich zabudowania spalili.
W latach 1975–1998 miejscowość administracyjnie należała do województwa kieleckiego.
Wierni Kościoła rzymskokatolickiego należą do parafii św. Maksymiliana Kolbe i św. Faustyny Kowalskiej w Wilczkowicach.